# Wola Zadybska-Kolonia
Wola Zadybska-Kolonia – wieś w Polsce położona w województwie lubelskim, w powiecie ryckim, w gminie Kłoczew.
W latach 1975–1998 miejscowość administracyjnie należała do województwa siedleckiego.
Wieś jest sołectwem w gminie Kłoczew.
Wierni Kościoła rzymskokatolickiego należą do parafii Matki Bożej Nieustającej Pomocy w Woli Zadybskiej.